# ドイツ国鉄53形蒸気機関車
ドイツ国鉄53形蒸気機関車（ドイツこくてつ53がたじょうききかんしゃ）は、ドイツ国鉄の戦時設計マレー式機関車である。概念設計のみで実現しなかった。

## 概要
ボルジッヒ社は1940年代初頭に1700トンの貨物を牽引して半径360mで8‰の傾斜の勾配を20 km/hで走行可能なおよそ3000馬力の機関車を設計した。最高速度は80km/hに制限され、自動給炭機を備える仕様だった。設計は概ね好意的に受け止められたものの、機密性を維持しつつ柔軟性のある蒸気の配管が課題だった。概念設計の段階で1943年にボルジッヒの施設が空爆により量産化は不可能になった。A.シュペーアが主導する軍需省は1944年に破損した機関車の補修に注力するように要請した。1944年2月の時点では東部戦線へ物資を運搬するためのこのような大型の機関車はもはや無用の長物だった。ベルリンは激しい空爆にさらされ、機関車よりも戦車の方が重要だった。

## 構造
連接式で急曲線を通過可能で軸重が低く抑えられており、低規格の線区へも入線できた。

## 関連書籍
- 「ドイツ国鉄幻のマレーとモデル」『鉄道模型趣味』第324巻、機芸出版社、1975年6月。